# Homaemota laetabilis
Homaemota laetabilis là một loài bọ cánh cứng trong họ Cerambycidae.